# ハグマノキ
ハグマノキ（白熊の木; Cotinus coggygria）はウルシ科ハグマノキ属に属する被子植物の一種である。スモークツリー、カスミノキ、ケムリノキ、リュウスコチナスとも呼ばれる。シノニムでは Rhus cotinus という名を持つ。。原産地は南ヨーロッパからヒマラヤ山脈や中国北部にかけて広がっている。
多くの枝を持つ木で、広い場所では5-7メートルにまで育つ。3-8センチメートルで白いつやのある緑色で長い楕円形の葉を持ち、秋には桃色、黄色から深紅色までの様々な色に紅葉する。花は大きな花序を成し、花序長は15-30センチメートルで、5つの淡黄色の花弁があり、花は直径5-10ミリメートルである。

## 栽培
観賞植物として栽培されており、多くが紫色の群葉や花をつける。
種そのものと、栽培品種であるRoyal PurpleとFlameは、それぞれ王立園芸協会のガーデン・メリット賞を受賞している。

## ギャラリー

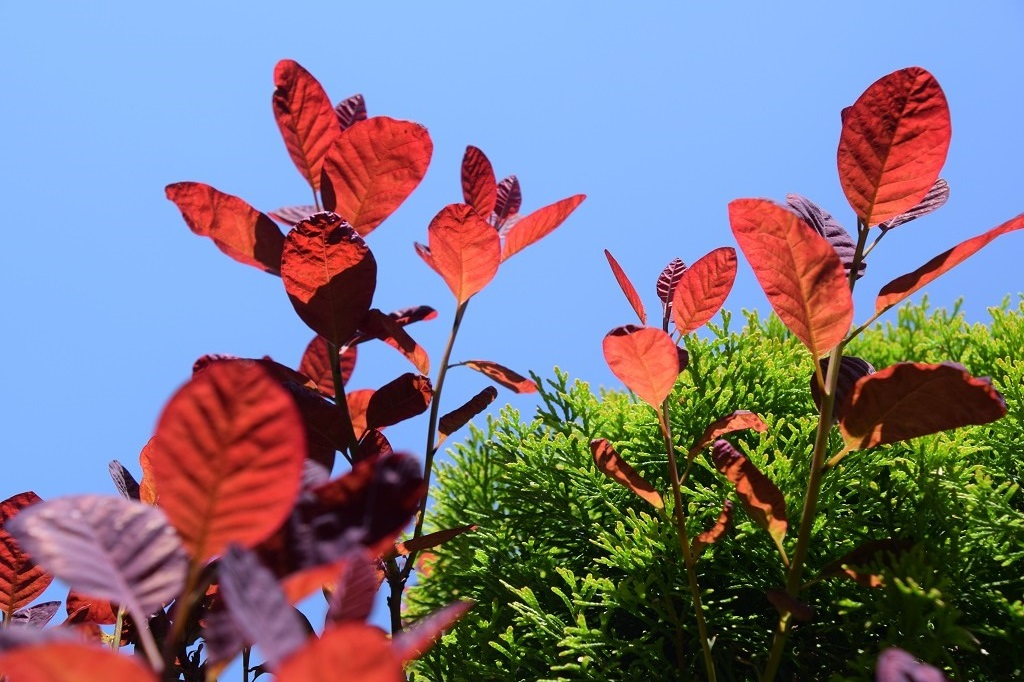
春におけるハグマノキの葉
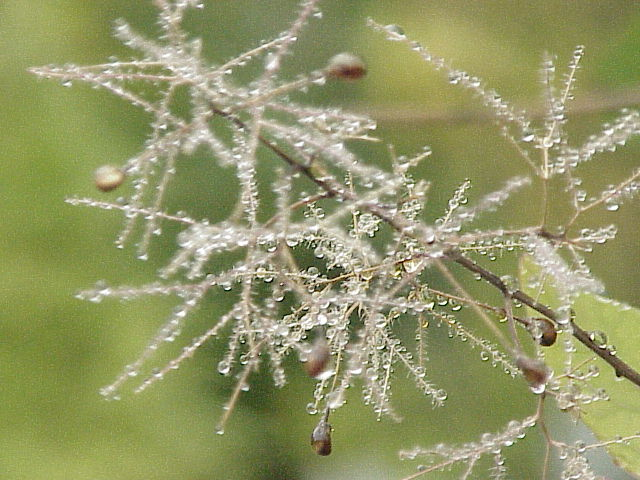
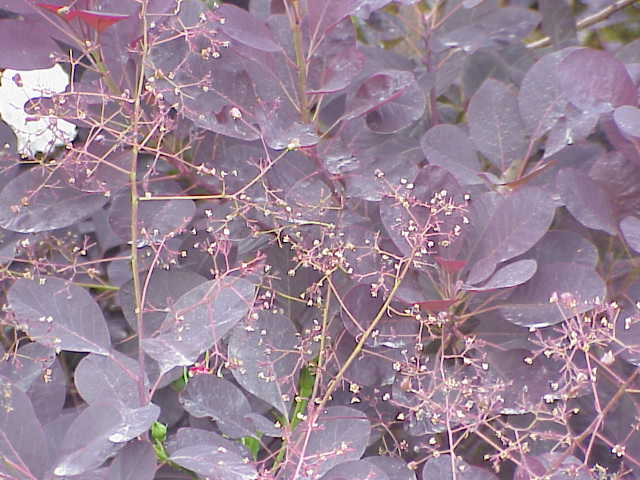
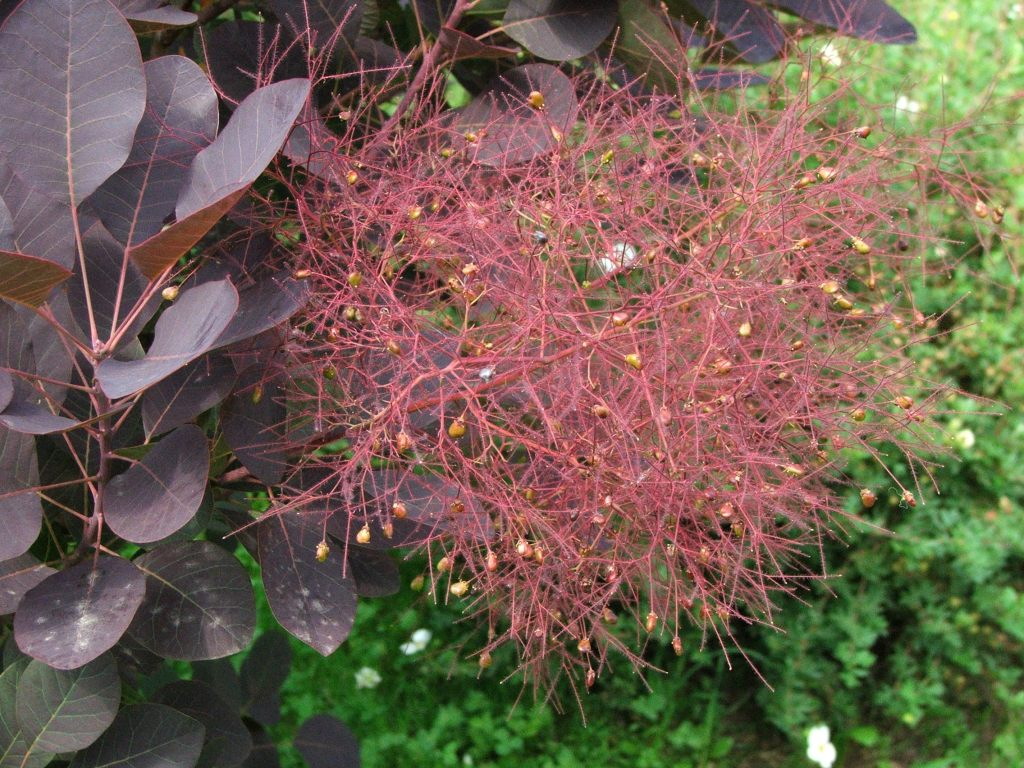
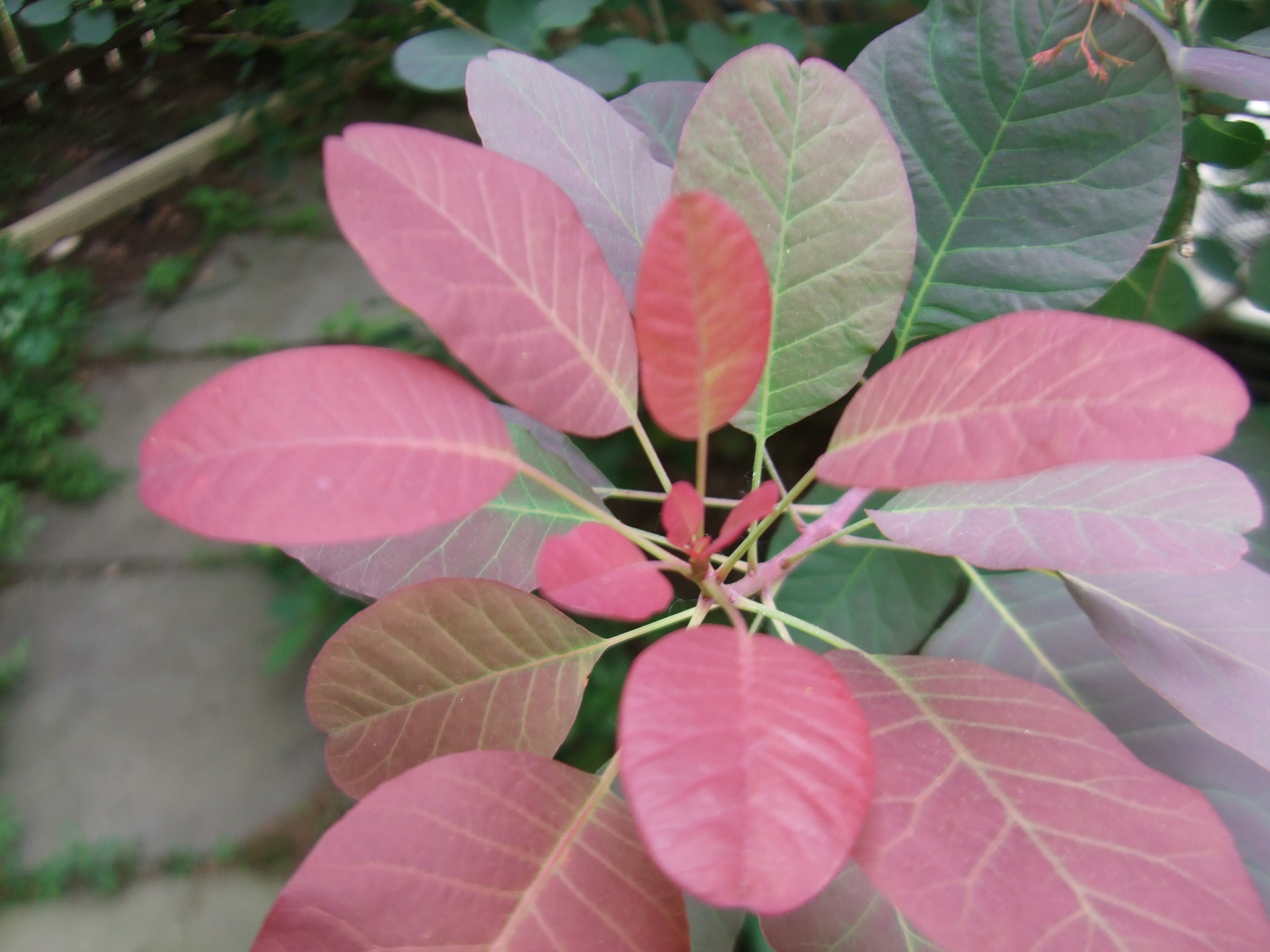
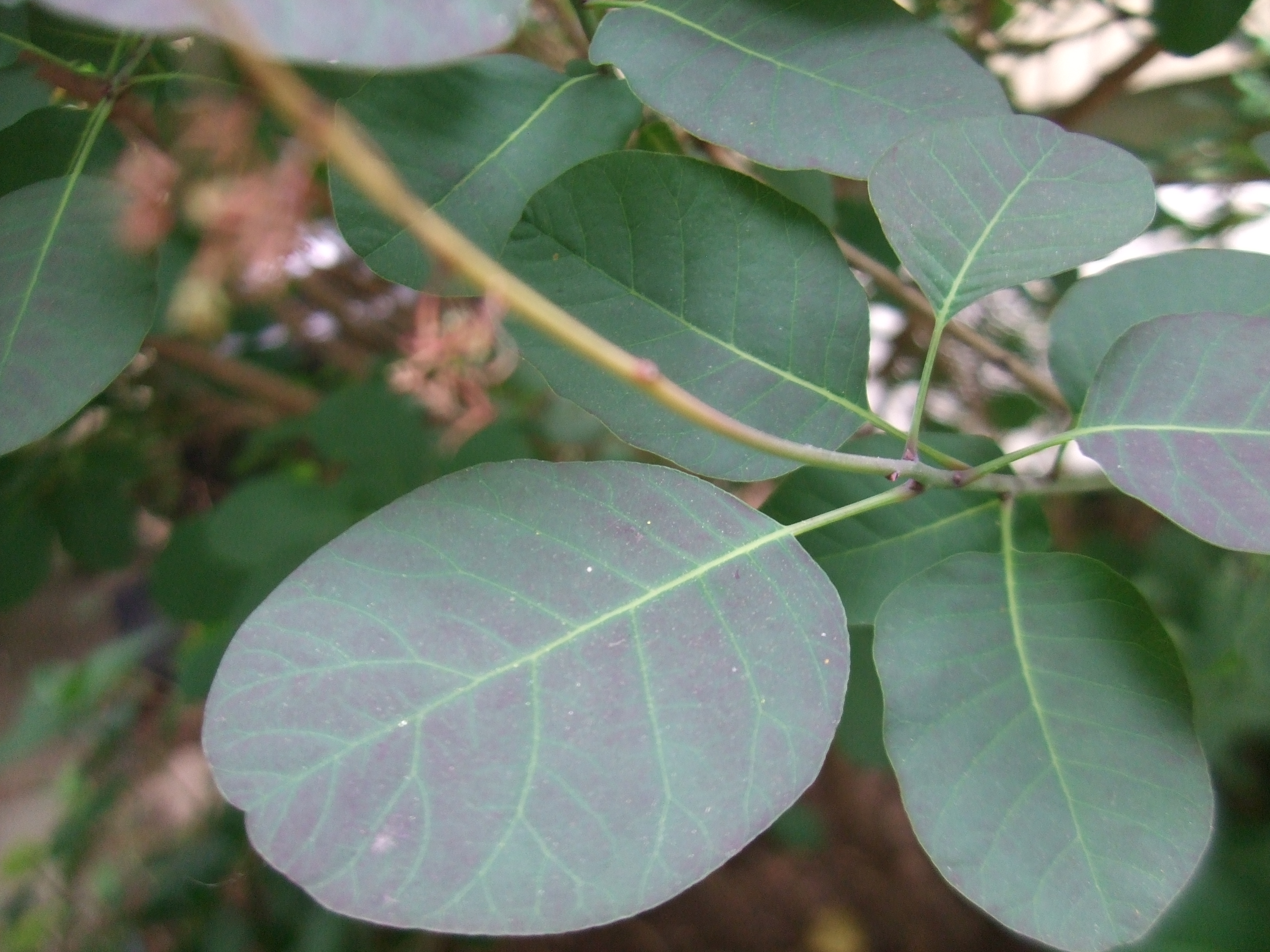
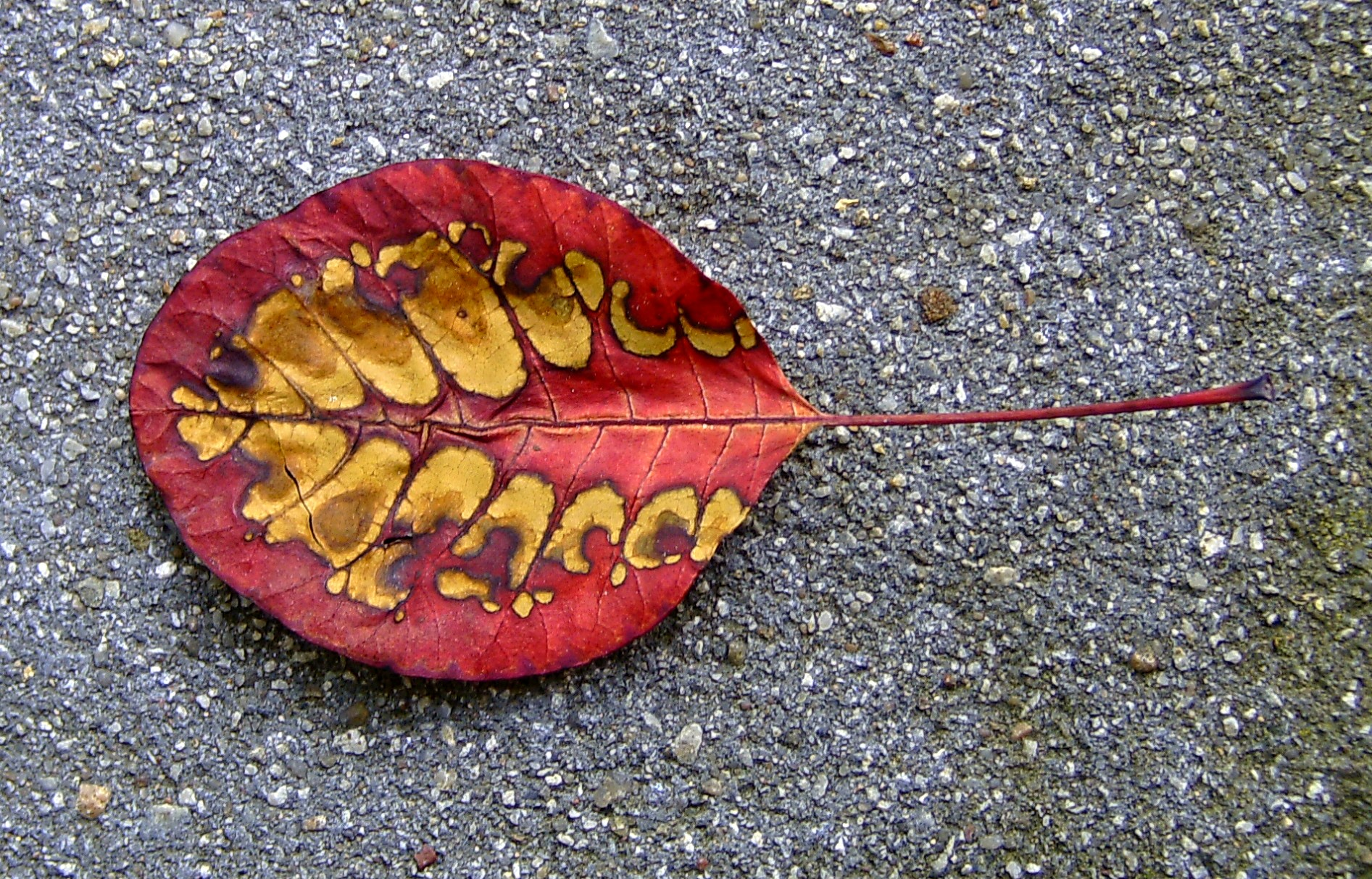
秋におけるハグマノキの葉
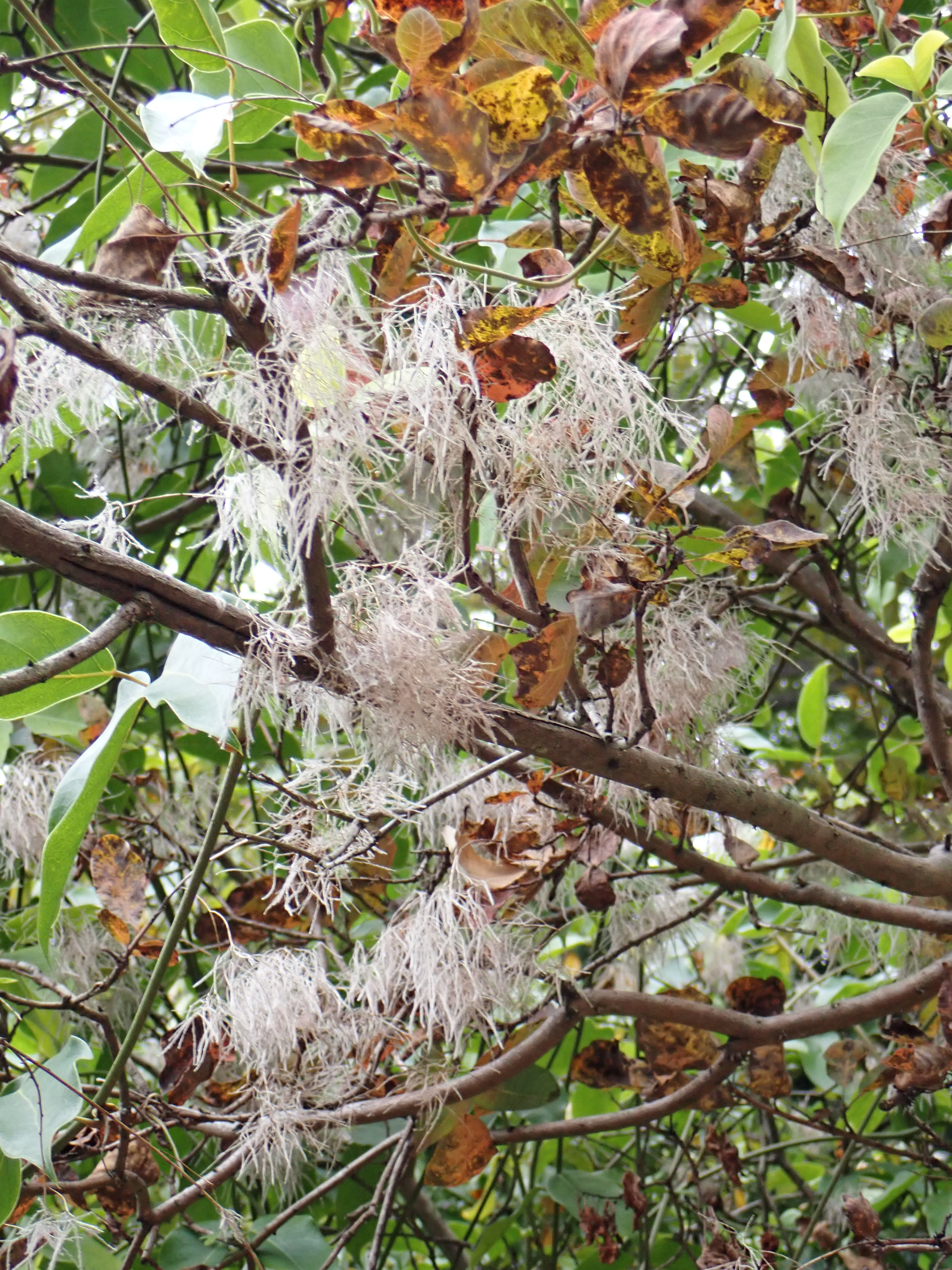
花後に伸びた花柄